# 安芸福原氏
福原氏（ふくばらうじ）は、武家・華族だった日本の氏族。安芸国の国人領主であった毛利元春の五男広世が、縁戚の備後長井氏へ養子に入り、後に内部荘福原を所領としたことから福原を名字とした。室町時代・戦国時代・江戸時代を通じて毛利家に重臣として仕え、維新後には華族の男爵家に列した。
なお、福原は「ふくはら」ではなく「ふくばら」と読む。
また他の福原氏との区別のため、毛利福原氏・安芸福原氏と称される。

## 長井氏から福原氏へ
毛利元春の五男、毛利広世が備後国の守護長井氏に養子に入ったことが、福原氏の始まりとなる。長井氏は鎌倉幕府政所初代別当大江広元の次男長井時広を初代とする大江氏の惣領家（毛利氏は広元の四男毛利季光を祖とするので同族）であった。長井時広は承久2年（1221年）の承久の乱の後、備後国に守護職を得て、次男長井泰重が六波羅評定衆となり、京都へと出仕した。泰重は備後のほか、備前・周防の守護職も得て、以降西国の所領はこの系統によって管理されるようになった（備後長井氏）。
長井氏嫡流家（出羽長井氏）当主が長井泰秀であった宝治元年（1247年）に宝治合戦が起き、毛利氏当主の毛利季光は三浦泰村に味方して討死した。泰秀は北条氏に味方しており、越後にいた毛利季光の遺児、毛利経光を助け安芸国の所領の存続に尽力した。 
建武の新政に係る混乱で備後守護職を失うものの、長井貞頼は足利尊氏に従って活動し、備後国の所領以外に播磨国浦上荘、越後国社荘、出雲国来次荘の地頭職を得た。しかし南朝:正平6年/北朝:観応2年（1351年）から始まる観応の擾乱の後、貞治2年（1363年）に討死した。子の貞広は今川了俊に従って九州を転戦し、永和元年（1375年）に筑後国で討死した。貞広は養子として毛利元春の子広世を迎えており、これが安芸福原氏の祖となるのである。
長井広世は父の元春より安芸国内で福原村等を譲られ、後に広世は福原村に鈴尾城を築いて居城とし、長井から福原へと名字を変えた。養父長井貞広の縁もあり、足利将軍家等からも所領を安堵され、毛利氏宗家から独立した領主となった。

## 毛利宗家を支える

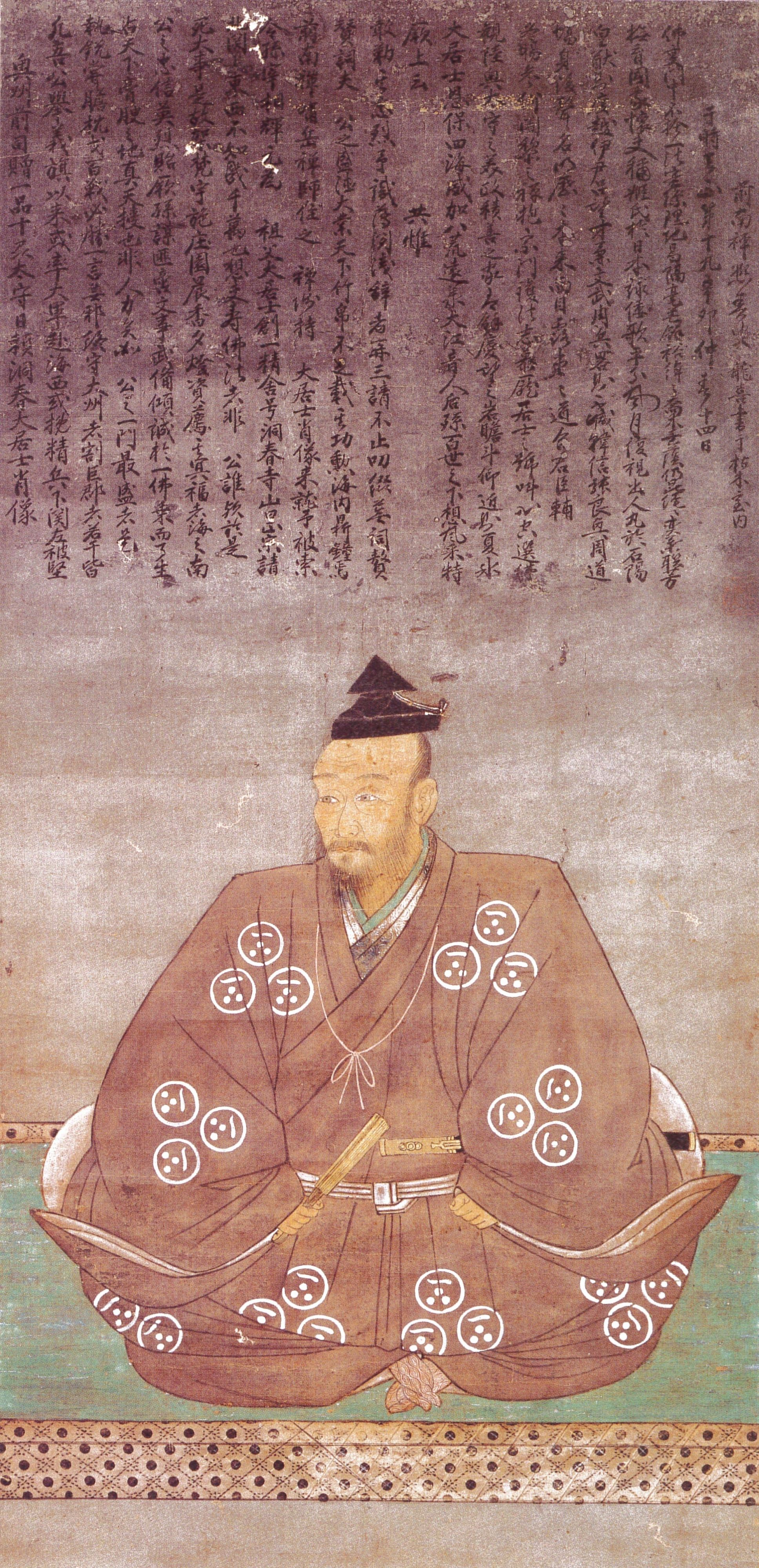
福原一族が支えた毛利元就

応永6年（1399年）、足利義満の挑発に乗り、大内義弘が反乱を起こして敗死する騒乱が起きた（応永の乱）。この後、周防国・長門国を巡って、大内弘茂と大内盛見との争いが起きた。足利義満は毛利氏の惣領であった毛利光房が少年であったこともあり、福原広世を毛利氏の惣領に任じて、大内弘茂を支援するように下命した。
毛利光房の成人後は惣領の座を光房に譲り、その側近として毛利氏を支えた。広世の嫡男福原朝広は毛利宗家と一族の庶家が対立した際に、光房留守の吉田郡山城に籠る小法師丸を保護し、庶家一族の攻撃を防いだ。
福原氏は他の庶家と毛利宗家との対立の中で、終始毛利宗家に協力し、絶対の信頼関係を築くことに成功した。そのため、朝広の子、福原広俊の娘が毛利弘元の正妻となり、毛利氏当主となる毛利興元や毛利元就を産んだ。当主の外戚として福原広俊は毛利氏を支えて、興元、元就を支えた。
広俊の後は貞俊、そして福原広俊と続く。福原広俊は、毛利幸松丸死去後の大永3年（1523年）7月、毛利元就に宗家の家督相続を要請した宿老十五人の連署状等起請文の筆頭に署名している。天文9年（1540年）の吉田郡山城の戦いでは居城の鈴尾城を守備した。
その子福原貞俊は、引き続き重臣として活動し、天文19年（1550年）に毛利元就が井上元兼ら井上一族を粛清した直後の、毛利宗家への忠誠を誓う起請文でも筆頭に署名している。福原貞俊は吉川元春・小早川隆景らとともに政権の中枢にあって、中国の雄となりつつあった毛利氏を支えた。
永禄10年（1567年）以降、吉川元春、小早川隆景、口羽通良の4人で最高決定機関を作り、毛利両川とともに毛利家の首脳部を構成して、若年の毛利輝元を補佐した。
貞俊の後は嫡男の福原元俊が継ぎ、その子広俊も父祖に劣らぬ信頼を得て毛利輝元に仕えた。慶長5年（1600年）の関ヶ原の戦いでは、吉川広家とともに、西軍に味方した毛利輝元を諌めた。
関ヶ原での敗戦により、毛利氏は防長両国に押し込められることとなった。福原広俊は加判役となり、萩藩初期の混乱期を乗り切った。元和8年（1622年）嫡子の元俊に家督を譲って隠居した。以後、福原氏は萩藩の重臣として、毛利氏の準一門として活動した。宗家は長門国宇部に1万1314石余を領した。幕末期の当主元僴は、禁門の変に敗れて自刃に追いやられたが、徳川幕府滅亡後、明治天皇より正四位を追贈された。
長州藩やその支藩には福原氏の庶流が数多く存在するため、福原氏からは多数の志士が出た。

## 明治以降
元僴の養子芳山（良通）は一時期鈴雄に改姓していたが、幕長戦争で軍功を挙げ、明治4年に福原に復姓した。維新後は判事を務めていた。
維新後には福原家は当初士族になっていたが、明治17年（1884年）に華族が五爵制になった際に定められた『叙爵内規』の前の案である『爵位発行順序』所収の『華族令』案の内規（明治11年・12年ごろ作成）や『授爵規則』（明治12年以降16年ごろ作成）では万石以上陪臣が男爵に含まれており、福原家も男爵候補に挙げられているが、最終的な『叙爵内規』では旧万石以上陪臣は授爵対象外となったためこの時点では福原家は士族のままだった。
明治15年に芳山が死去した後には息子の福原俊丸が相続した。この俊丸が明治33年（1900年）5月9日に、旧万石以上陪臣家、かつ華族の体面を維持できるだけの財産も保持していると認められて華族の男爵に叙された。俊丸は実業家として活躍した後、貴族院の男爵議員に当選して務めた。福原男爵家の邸宅は東京市杉並区阿佐谷にあった。
この宗家以外にも庶流家が2家、勲功により華族の男爵に叙されている（明治30年10月に男爵となった福原豊功陸軍少将の家と、明治33年5月に男爵となった福原実陸軍少将の家）。